# Lionel Bailliu
Lionel Bailliu (...) è un regista e sceneggiatore francese.

## Biografia
Il cortometraggio Squash, da lui diretto, ha ottenuto una candidatura ai Premi Oscar 2004 nella categoria miglior cortometraggio.

## Filmografia

### Regista
- A letto col serpente (Microsnake) - cortometraggio (2000)
- Squash - cortometraggio (2002)
- Élodie Bradford - serie TV, episodio 1x1 (2004)
- Selected Shorts #2: European Award Winners - cortometraggio (2005)
- Fair Play (2006)
- Delitto a Saint-Malo (Meurtres à Saint-Malo) - film TV (2013)
- Il delitto della madonna nera (Meurtres à Rocamadour) - film TV (2014)

### Sceneggiatore
- A letto col serpente (Microsnake) - cortometraggio, regia di Lionel Bailliu e Pierre-Yves Mora (2000)
- Squash - cortometraggio, regia di Lionel Bailliu (2002)
- Selected Shorts #2: European Award Winners - cortometraggio, regia di Lionel Bailliu (2005)
- Fair Play, regia di Lionel Bailliu (2006)
- Élodie Bradford - serie TV, 4 episodi (2004-2007)